# Tractat de Fes
El Tractat de Fes (amazic estàndard marroquí: ⵜⴰⵎⵢⴰⵇⵇⴰⵏⵜ ⵏ ⴼⴰⵙ; àrab: معاهدة فاس, Muʿāhadat Fās), oficialment anomenat Tractat conclòs entre França i el Marroc el 30 de març del 1912, per a l'organització del protectorat francés a l'Imperi Xerifià, és una convenció signada a Fes pel diplomàtic francés Eugène Regnault, en nom de França, i el sultà Moulay Abdelhafid, en nom del Marroc, per a l'organització del protectorat francés als dominis del xerif alauita.
Per aquest tractat, el govern xerifià —el sultà i els seus visirs— perd la plena sobirania sobre una gran part del seu territori, que passa a dependre de l'estat francés. El 15 de juliol del 1912, el Parlament francés va adoptar una llei que l'aprovava i es promulgà el 20 de juliol pel president de la Tercera República Francesa d'aquell moment,Armand Fallières. Quant a la presència de l'estat espanyol al Marroc, esmenta una futura consulta entre els governs francés i espanyol respecte als interessos d'aquest últim, a causa de "la seua posició geogràfica i les seues possessions territorials a la costa marroquina".
Gairebé cinc mesos més tard (el 12 d'agost del 1912), Mulay Abdelhafid, al càrrec des del 1908, abdicà i fou substituït per Mulay Yusuf, germà seu, pare del futur soldà Sidi Mohammed (1927), aleshores de tres anys i futur rei Muhàmmad V, poc després del final dels governs colonials francés i espanyol, el 1956 i el 1958.

## Història
L'Imperi alemany, que tenia la mirada posada al Marroc, va reconéixer-ne els territoris sotmesos a l'estat francés i espanyol, i va rebre a canvi territoris al Congo central de l'Àfrica Equatorial Francesa. Aquesta terra, coneguda amb el nom de Neukamerun (Nou Camerun), la van adjuntar a la colònia alemanya de Kamerun (Camerun), que formava part de l'Àfrica Occidental Alemanya colonial.
L'estat espanyol també va sotmetre uns territoris al nord del Marroc. Mitjançant un acord signat entre l'estat francés i espanyol el novembre del mateix any, els espanyols van assegurar un protectorat colonial sobre Tànger i el Rif, Ifni a la costa atlàntica al sud-oest, i sobre la regió de Tarfaya al sud del riu Draa, així com al sud profund del territori, que anomenarien Río de Oro, on el soldà romania nominalment com a sobirà i estava representat per un viceregent a Sidi Ifni sota el control d'una alta comissió espanyola colonial.
Uns acords especials entre el Regne Unit, el Regne d'Itàlia i l'estat francés el 1904, elaborats sense consultar amb el soldà, van dividir el Magrib en esferes d'influència, amb el Marroc dins l'esfera francesa en forma del Protectorat francés del Marroc . Al Marroc, el jove soldà Abd al-Aziz ben al-Hasan va accedir al tron el 1894, quan tenia setze anys, i els europeus es van convertir en assessors de la seua cort. Els caps locals es van anar independitzant cada cop més del soldà, que va ser deposat el 1908.

## Contingut
Segons l'article 3 del tractat, el soldà només consentia les reformes proposades per l'estat francés amb la condició que el nou règim salvaguardàs «la situació religiosa, […] l'exercici de la religió musulmana i les institucions religioses…»

## Conseqüències
La llei i les institucions marroquines van continuar deteriorant-se sota el seu successor Abdelhafid ben Hassan, que abdicà en favor del seu germà Mulay Yusuf després de signar el Tractat de Fes.
El tractat fou vist com una traïció pels independentistes marroquins i dugué a la revolta del xèrif Muhammad al-Hijami i a la Guerra del Rif (1919-1926) entre els espanyols i les tribus rifenyes, de la qual Muhammad ibn Abd al-Karim al-Khattabi aviat esdevingué el representant i creà la República del Rif, que va durar poc.
Pel que fa a l'esclavitud encara present al Marroc, l'estat francés va prendre una posició ambigua, davant del dilema de respectar els principis fonamentals del 1848 que abolien i prohibien l'esclavitud i respectar el tractat que exigia a l'autoritat xerifiana que promogués en el sultanat una norma tan fonamental com la igualtat jurídica entre els marroquins: semblava, de fet, «impossible imposar al soldà la supressió d'una institució acceptada per l'islam i meticulosament regulada per la llei malikita».